# Driopea cyrtomera
Driopea cyrtomera är en skalbaggsart som beskrevs av Aurivillius 1922. Driopea cyrtomera ingår i släktet Driopea och familjen långhorningar. Inga underarter finns listade i Catalogue of Life.